# Lee Cheng-Chong
Lee Cheng-Chong es un deportista taiwanés que compitió en taekwondo. Ganó una medalla de bronce en el Campeonato Asiático de Taekwondo de 1988 en la categoría de –83 kg.

## Palmarés internacional
| Representando a China Taipéi |             |                   |           |
| Campeonato Asiático          |             |                   |           |
| Año                          | Lugar       | Medalla           | Categoría |
| 1988                         | Katmandú () | Medalla de bronce | –83 kg    |